# Pandora Saga
Pandora Saga (яп. パンドラサーガ) — условно-бесплатная многопользовательская ролевая игра (MMORPG). Официальный запуск японской версии игры состоялся 21 февраля 2008 года. Проект русской версии игры не поддерживается с 26 декабря 2011 года, американская версия не поддерживается с 1 марта 2014 года.

## Сюжет
Действие игры происходит в средневековой Европе. Грандиозная война между тремя государствами закончилась вмешательством древнего дракона, который стер все три армии с лица земли. Уцелевшие воины потеряли память и теперь странствуют по земле в поисках своего прошлого.

## Расы
В Pandora Saga существует шесть игровых рас:
- Люди — самая многочисленная раса мира Pandora Saga. Благодаря высокой приспособляемости они могут овладевать самыми разными профессиями. Отличительная черта людей — верность своей стране. Расовые способности: Бойцовский дух, Приспособляемость, Знахарство.
- Эльфы — ценят гармонию с природой, живут небольшими поселениями. Хорошо владеют магией, искусно стреляют из лука. Обычно плохо ладят с энкиду и цвергами. Эльфов отличают мощные магические способности и высокий интеллект. Расовые способности: Гармония, Зоркость, Стойкость разума.
- Цверги — местный аналог гномов. Цверги славятся своими кузнецами, оружейниками, каменщиками, а также изобретателями. Все цверги в игре мужского пола. Расовые способности: Упрямое сердце, Дух цверга, Братство.
- Мирины — племя воительниц и охотниц, кочующих по равнинам мира в поисках дичи. Мирины поклоняются Луне и богине охоты. Все мирины в игре женского пола. Расовые способности: Охотничье чутьё, Подавление гнева, Интуиция.
- Энкиду — это здесь что-то вроде орков. Земледельцы и солнцепоклонники. Вспыльчивые и своенравные, они смогли рассориться со всеми народами кроме кроллей. С последними их связывает дружба и взаимопомощь. Кролли возделывают для энкиду землю, а великаны защищают их от врагов. Все энкиду в игре мужского пола. Расовые способности: Каменная кожа, Сильные руки, Помощь кроллям.
- Кролли — низкорослый народ, обожающий приключения и путешествия. Различия между кроллями мужского и женского пола столь ничтожны, что представителям других рас остается только гадать, кто перед ними стоит. Расовые способности: Антимагия, Всплеск магии, Помощь энкиду.

## Система классов
В Pandora Saga представители любой расы могут быть любого класса, однако одни расы более склонны к одним классам, другие — к другим. Например лучшим выбором для класса использующего магию будет эльф или кролль, а классам использующим физическую силу больше подойдут цверги и энкиду.
В игре четыре стартовых класса, впоследствии игроку предстоит дважды выбрать более конкретную специализацию. Стартовые классы:
- Воин — класс с лучшей физической защитой. Специализируются на ближнем бою, в сражении используют меч. Превосходно подходят на роль «танка».
- Следопыт — в отличие от воинов в бою ориентированы не на силу, а на ловкость. Следопыты — мастера дальнего и ближнего боя, в сражении используют луки, арбалеты, катары, когти, кастеты и т. п.
- Адепт — магический класс, ориентированный на лечение себя и других игроков. В зависимости от выбранной ветки развития также может наносить неплохой урон.
- Маг — магический класс, ориентированный на нанесение массовое урона. У мага очень слабая защита, они беспомощны в ближнем бою, однако это компенсируется самыми большими показателями нанесения урона в игре.